# Lužná, Rakovník
Lužná là một làng thuộc huyện Rakovník, vùng Středočeský, Cộng hòa Séc.